# 切尔克斯自治州
切尔克斯自治州（羅馬化：Čerkesskaja avtonomnaja oblast，Čérkés avtonomne oblast）是俄罗斯苏维埃联邦社会主义共和国的一个自治州。1926年4月26日，从卡拉恰伊-切尔克斯自治州析置切尔克斯民族区。1928年4月30日，升格为切尔克斯自治州。1957年，该州与卡拉恰伊地区合并为卡拉恰伊-切尔克斯自治州。

## 切尔克斯自治州的领土变迁

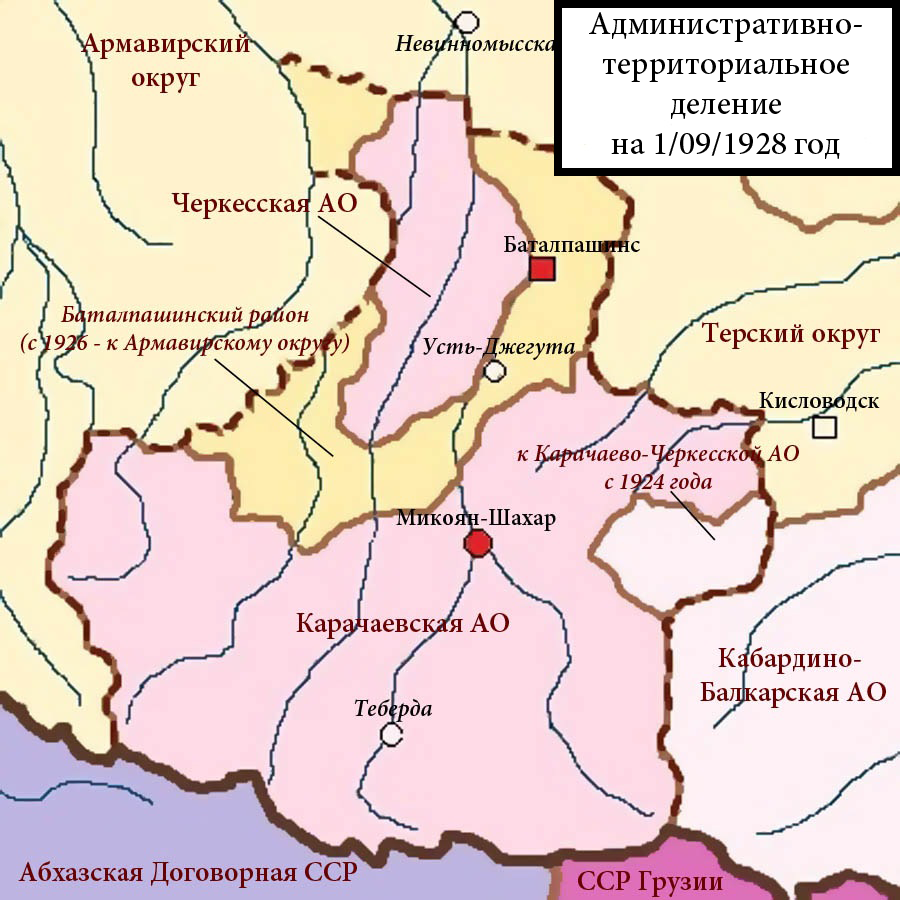
1928年
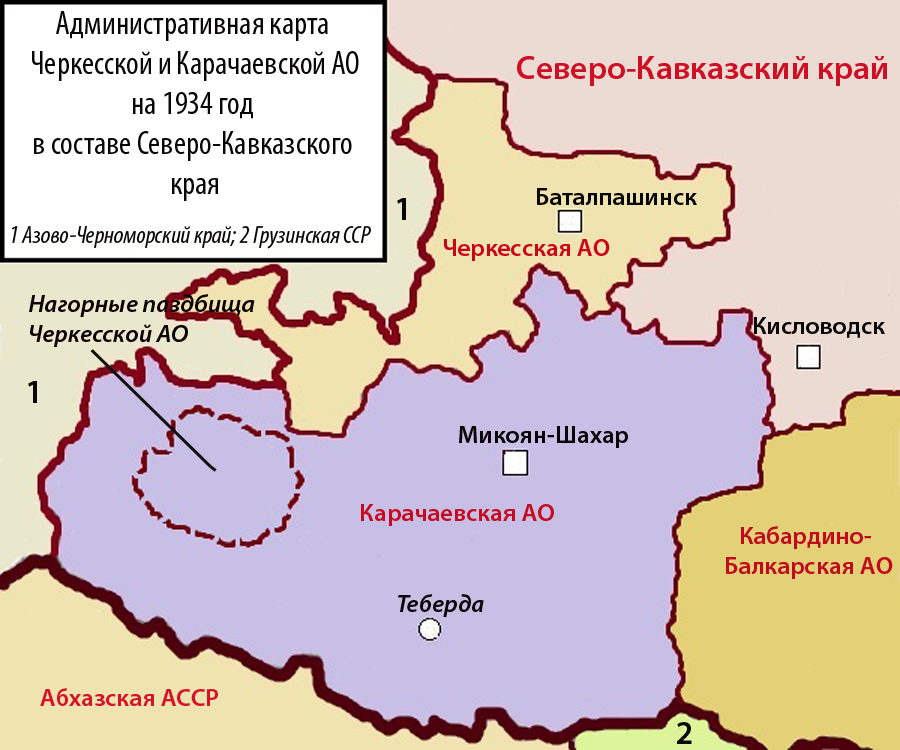
1934年
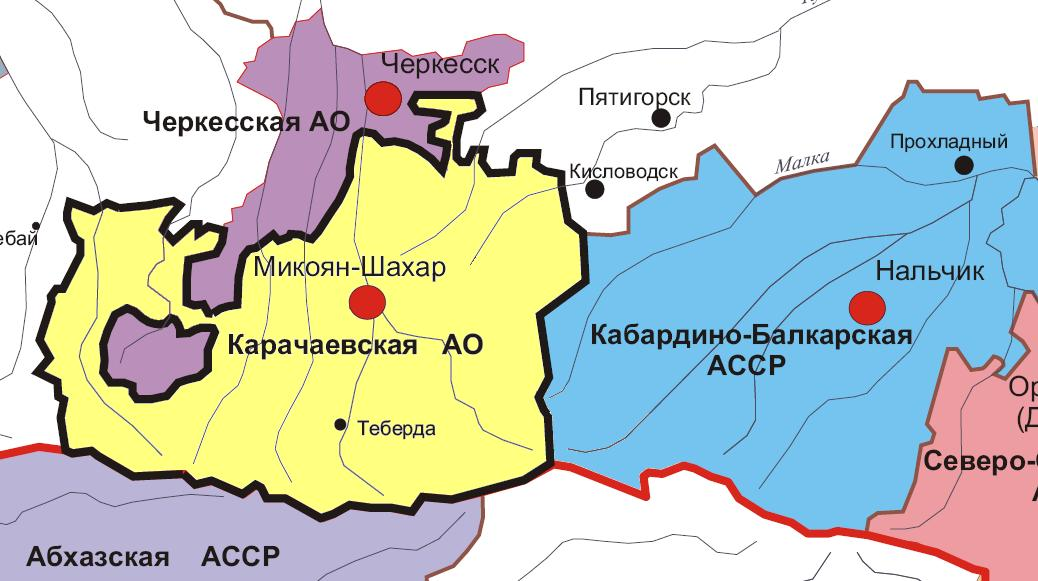
1943年
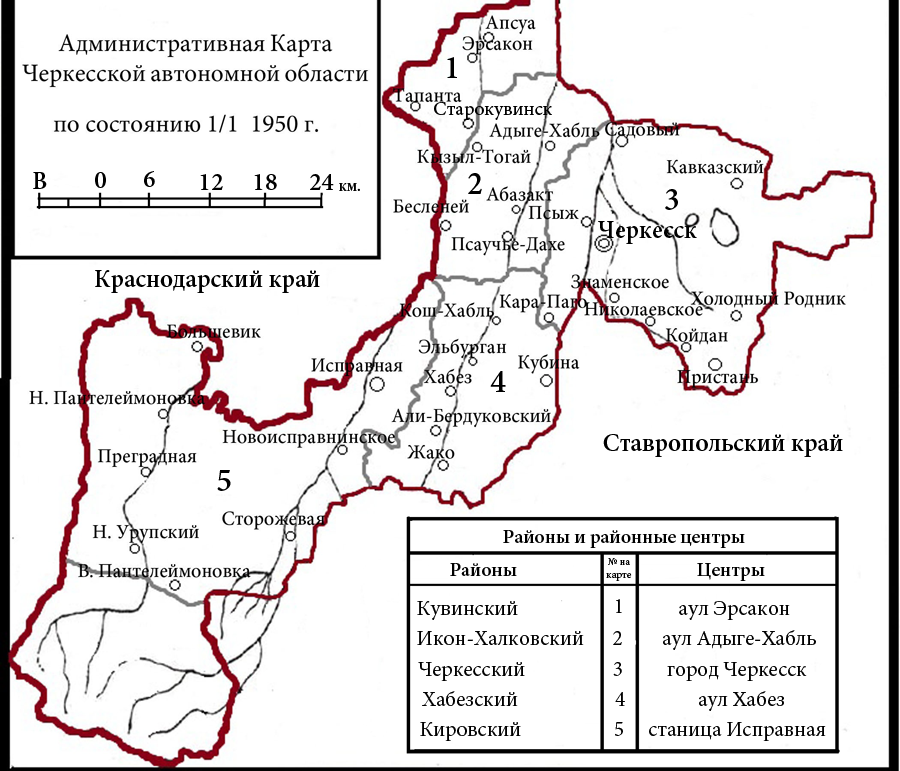
1950年